# Vonatzaj

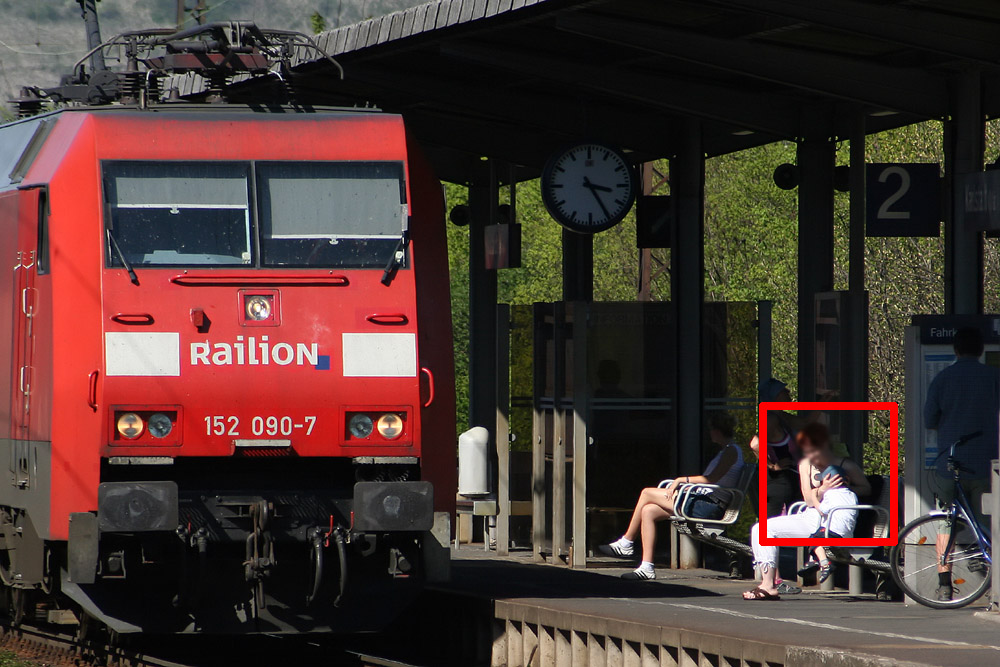
Egy anya védi gyermekét az áthaladó tehervonat zajától

Vonatzajnak nevezzük mindazokat a hangokat, melyeket a vasúti közlekedés idéz elő.
A közlekedési zaj a közlekedés fokozódó gépesítése és a forgalomnövekedés következtében egyre kellemetlenebbé válik. Az erős zajterhelés Európa vasútjai mentén különösen éjszaka kellemetlen. A vasúti zaj legnagyobb forrásai az öntöttvas féktuskós teherkocsik, melyek fékezéskor különösen zajosak. A személyszállításban a viszonylag kis vonattömegek miatt a műszaki fejlődés lehetőségeit kihasználva a villamos visszatáplálós féküzem gyorsan hódít. A korszerű személyvonatok csendesek. Éjszaka a vasúti pályákon főleg a zajos tehervonatok közlekednek. A teherkocsik fékezési zajának csökkentésére a műanyag-féktuskók alkalmazása lehet a megoldás. Ezzel a kérdéssel foglalkozik az UIC „Vasúti zaj Európában. Helyzetjelentés 2010” tanulmánya. A műanyag féktuskók alkalmazása, a fékberendezés fékhatását is javítja, anélkül, hogy a kocsi lényeges átépítése volna szükséges. Az áttérési folyamat először nem kötelező, később azonban kötelezővé is válhat.

## A fékzaj csökkentése
Sok vizsgálat foglalkozott azzal, hogy az átszerelés és az üzem műszaki költségeit tisztázza. E vizsgálatok eredményei alapján kitűnik, hogy a különböző járművek átszerelési költsége tekintetében igen jól egybeesnek. A műanyag féktuskósítás költsége 2500 euró/kerékpár átszerelési költséget mutat. Ez a svájci tapasztalatoknak is megfelel, ami azt mutatja, hogy az új féktuskókra a felszerelés költség valamivel nagyobb része esik, mint amennyi az átszerelési költség. Ez azt jelenti, hogy az európai állag mintegy 400 000 kocsijának átalakítása a csendesebb műanyagféktuskóra összesen 500 és 2000 millió euró közötti összegbe kerül. Ezek a számok annyiban fontosak, hogy eszerint a zajszegény tuskók bevezetése nem kerül többe, mint magának a cserének a tárgya. A vasúti szakma véleménye szerint a pótlólagos üzemköltség mintegy 2 eurócent lesz. Ez azt jelenti, hogy a különböző tuskók összes üzemköltsége mintegy azonos lesz.
A műanyag féktuskóval a Svájci Vasút az Alpokon való áthaladást lényegesen csendesebbé teszi. Svájcban a vasút és az állam a vasúti teherforgalom zajcsökkentésének a problémáját következetesen vizsgálja. Egy program keretében félmilliárd eurót fordíthat a Svájci Szövetségi Vasutak (SBB) valamint a magánvasutak az üzemelő teherkocsikon az öntöttvas féktuskók helyett műanyag-tuskó alkalmazására. Az erre a célra szolgáló félmilliárdos átszerelési programban a DB Minden-i kutatóüzeméhez tartozó fékszakértők foglalkoznak.
Eckhard Friebel csoportvezető szerint: A szokásos szürke öntöttvas féktuskós teherkocsi kerekek futófelületei a fékezések miatt megsérülnek. Emiatt repedések keletkeznek és ezek előbb-utóbb bajt okoznak. Abban az esetben, ha az öntöttvas tuskók helyett műanyag féktuskókat építenek be, akkor a kerekek nem károsodnak. Itt azonban egy műszaki érdekesség adódik. A kerék és a féktuskó közötti súrlódási tényező műanyag féktuskók alkalmazása esetén másképpen alakul, mint a klasszikus szürkeöntésű öntöttvas tuskó esetében. Ezért a kocsik fékberendezését ennek megfelelően kell alakítani és a kétféle féktuskós kocsisorozat különböző lesz. Friebel szerint: Ezeket a műszaki illesztéseket a mérnököknek kell elvégezni, mert a fékhatás új jellemzőit meg kell határozni és illeszteni. Azt, amit először elméletileg határoztak meg, az első átépített járművön ellenőrző vizsgálatnak kell alávetni. Ilyenkor az SBB-kollégák a mi know how-unkra nyúlnak vissza. A Minden-i kutatóintézetben szakmérnökök átalakított kocsikkal végeznek féktechnikai vizsgálatokat. Ezt klasszikus módon egy ún. „leakasztásos” vizsgálattal teszik. Ennek lényege: egy mozdonyból, mérő kocsiból és teherkocsiból álló mérővonatot a szabad vonalon a kísérletsorozatra előzetesen meghatározott legnagyobb sebességre gyorsítanak, majd a teherkocsit a szabad vonalon a mérő kocsiról leakasztják. Ezáltal a teherkocsi önműködő fékje működésbe lép, és a kocsi biztosan megáll.
Megfelelő méréstechnikával eközben pontosan jegyzőkönyveznek, hogy miképpen működik a vizsgált kocsin az új fék. Ezután elkészítik a vizsgálati jelentést, amit szakértők kiértékelnek. Az eredményeket egy dokumentumba formázzák, összefoglalják, melyeket azután az SBB-nek továbbítanak. Ezután azokat a felügyeleti hatósággal ellenőriztetni kell, mielőtt a kocsi típus engedélyezésére sor kerülne. A műanyag féktuskóknak egy hagyományos teherkocsira történő felszerelése alkalmával a zajvédelmi szakértők Németországban azt is vizsgálták, hogy a vasúti teherforgalom zaja döntő mértékben csökken-e. A féktechnológia továbbfejlesztése azzal járhat, hogy a teherforgalom lényegesen halkabbá válik.
A féktuskós rendszerhez képest hatékonyabb technológiai megoldás a csendesebb tárcsafék alkalmazása. Ez azonban költségesebb a forgóvázak és a futóművek átépítése vagy cseréje miatt.

## Egyéb zajforrások
A zajok származhatnak:
- A vasúti kerekek gurulásából,
- A fékezésből,
- A járművek motorhangjából,
- A járművek kürtöléséből,
- A légellenállásból, különösen az alagutakban.

## Zajcsökkentés
A zaj csökkenthető korszerű, a rezgéseket jól elnyelő, rugalmas sínleerősítések rendelkező vasúti pálya felépítmény alkalmazásával, zajelnyelő alátétekkel a vasbetonaljakon és gumielemekkel a sínszálakon, a sebesség csökkentésével, a pálya lesüllyesztésével vagy alagútba vezetésével, zajvédő erdősáv ültetésével, zajvédő fal építésével, korszerűbb fékrendszerek alkalmazásával, vasút-villamosítással, korszerű járművek alkalmazásával.
A vasút környezeti zajterhelése kisebb, mint a közúti közlekedésé. Ez elsősorban a zárt pályának és a ritkább forgalomnak köszönhető. Továbbá a vasút közvetlen környezetében kevesebb lakóház épül, mint a közút esetében.

## Galéria

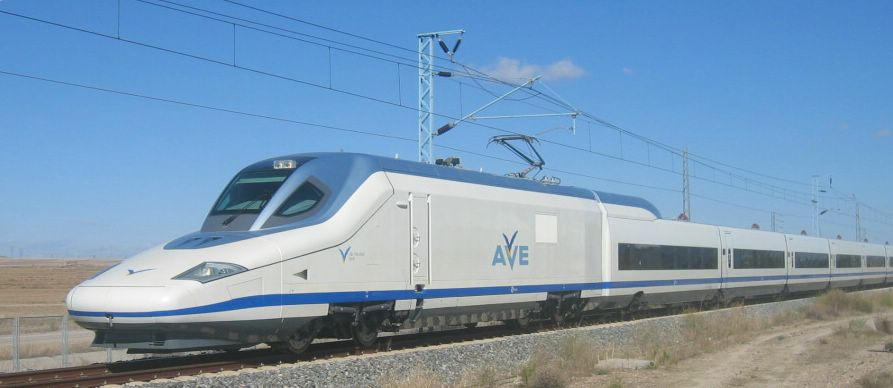
AVE "Talgo 350" vonófej, különleges formával a zajterhelés csökkentése végett
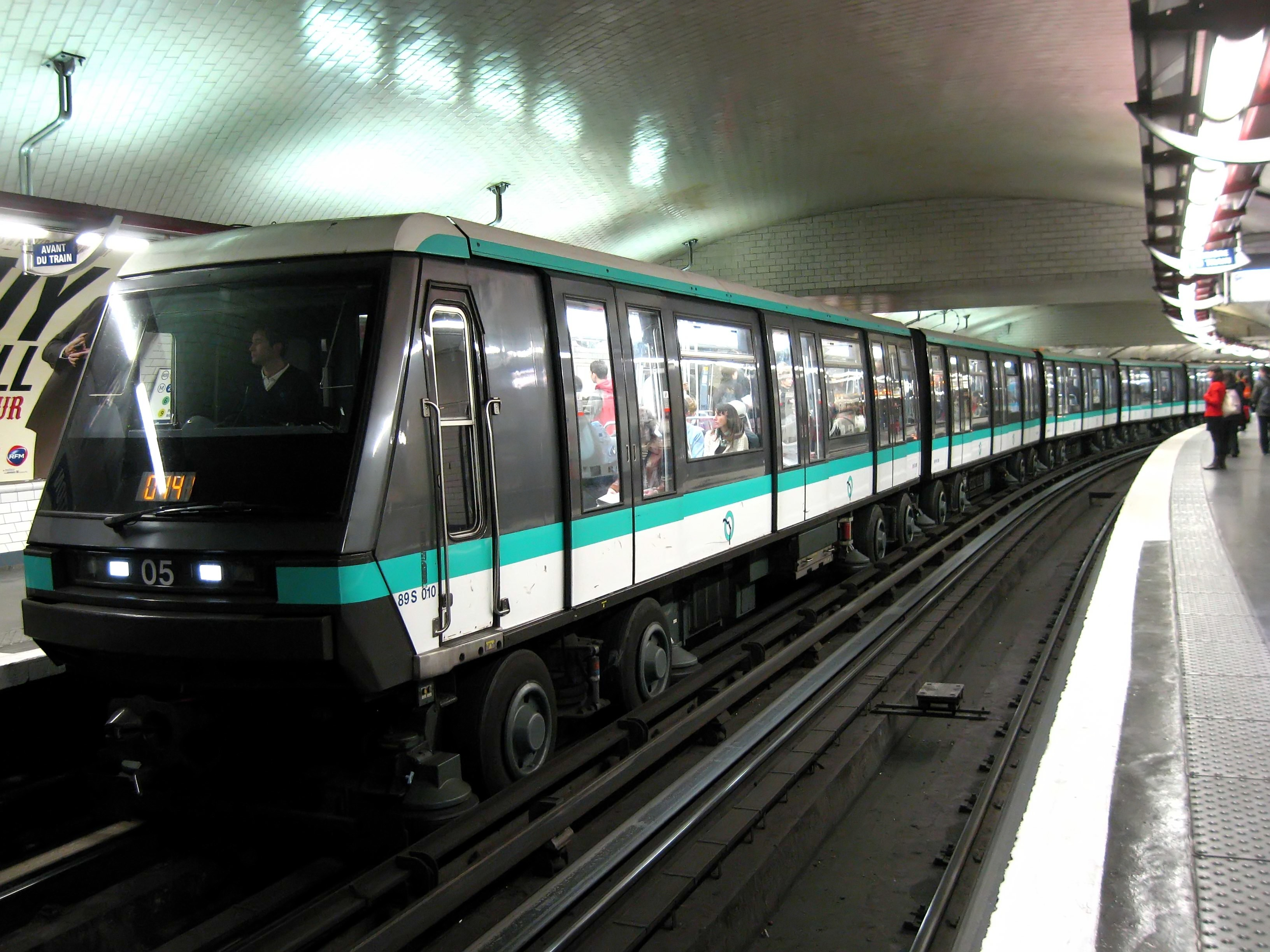
A Párizsi metró gumikerekes szerelvénye
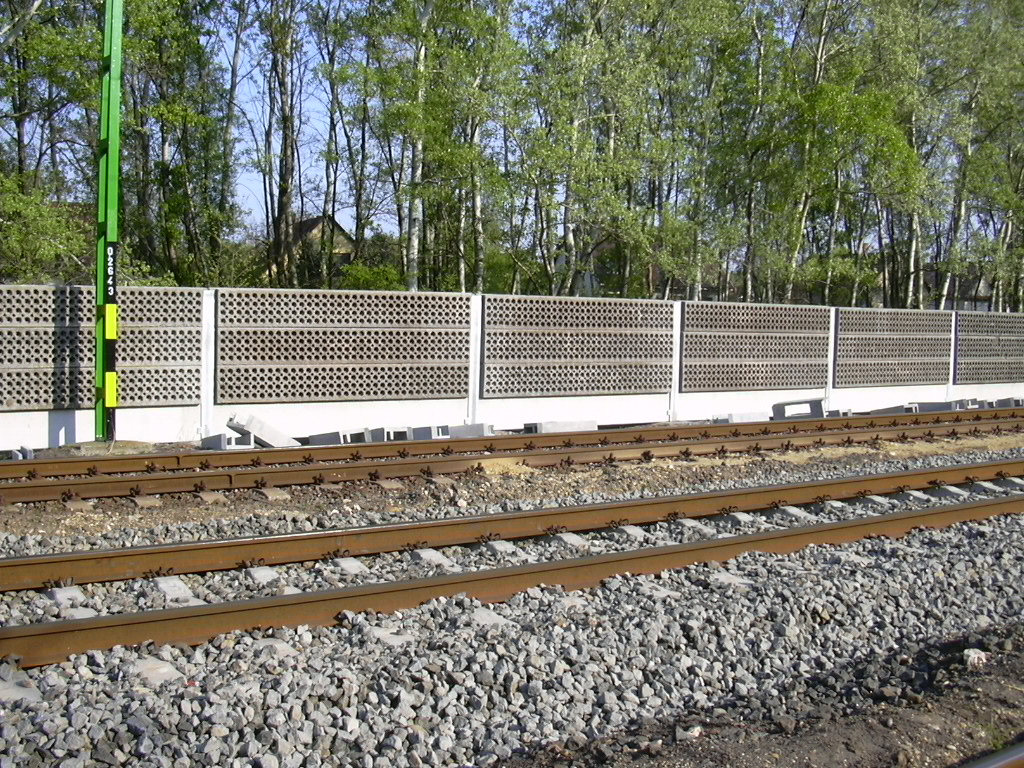
Zajvédő fal és erdősáv Katonatelepen
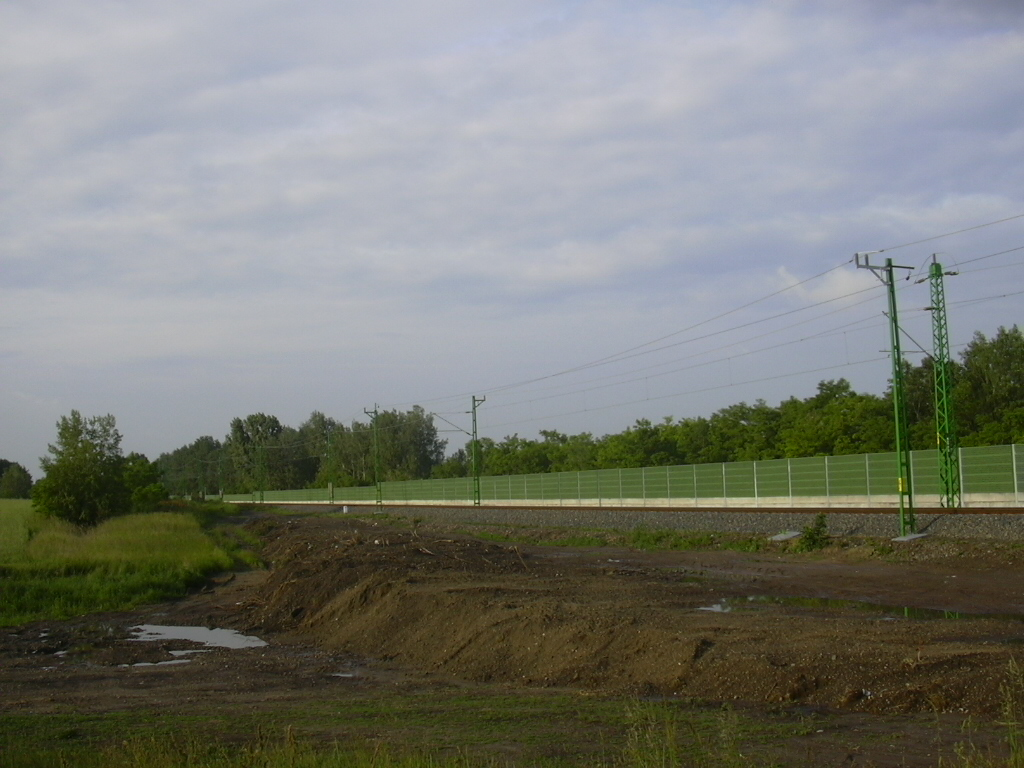
Zajvédő fal a nyílt vonalon (Cegléd–Szeged-vasútvonal)